# Lehigh Acres, Florida
Lehigh Acres är en ort (CDP) i Lee County, i delstaten Florida, USA. Enligt United States Census Bureau har orten en folkmängd på 86 784 invånare (2010) och en landarea på 240 km².